# Гази вугільних родовищ
Гази вугільних родовищ — гази адсобловані у самому вугіллі, а також ті, які знаходяться у пустотах супутніх гірських порід (суфляри). Переважно газ вугільних родовищ складає метан.

## Метан— основний газ вугільних родовищ
Див. також Метан вугільних родовищ
Шахтний метан як побічна корисна копалина використовується понад 50 років. На метан вугільних родовищ як самостійну корисну копалину за кордоном звернули увагу після нафтової кризи 1973 року. У США ці роботи заохочувалися шляхом знижок податків і кредитів. Запаси метану в США, за даними Нафтової ради й Інституту газової промисловості, складають до глибини 900 м від 8,5 до 14 трлн м3 при запасах вугілля 2 520 млрд т. У 1998 році за даними агентства охорони навколишнього середовища США з вугільних пластів великої потужності з метаноносністю від 8,5 до 19,2 м3/т добуто й утилізовано близько 10 млрд м3 метану, що майже в 12 разів більше, ніж у 1997 році. У США експлуатується понад 5 000 свердловин, які видобувають газ з вугільних пластів. У 2000 році видобуток метану з вугільних родовищ оціночно склав 40 млрд м3.
Шахтні методи дегазації метану широко застосовуються в Німеччині (ресурси 3-4 трлн м3), Англії (1,9 — 2,8 трлн м3), Австралії (6,0 трлн м3) і інших країнах. У Польщі (ресурси 1,6 — 2,0 трлн м3), Чехії (1,1 — 1,5), Китаї (25 — 30 трлн м3) широко ведуться роботи з використання метану як у процесі видобутку вугілля в шахтах, так і на розвіданих вугільних родовищах. Метан вугільних родовищ на 35 — 40 % дорожчий за природний газ, однак з урахуванням знижок, організаційно-виробничих заходів, передбачених спеціальним законодавством у США видобуток метану з вугільних пластів цілком рентабельний.

## Газ вугільних родовищ в Україні
У Донецькому і Львівсько-Волинському басейнах метаноносність кам'яного вугілля коливається в межах 0,5-25 м3/т, антрацитів до 35-40 м3/т. Ресурси метану в розвіданих кондиційних вугільних шарах до глибини 1 800 м коливаються в межах 450—550 млрд м3. У бокових породах акумульовано в 1,5-2 рази більше вуглеводних газів, ніж у вугільних шарах, тобто в них не менше 1,5-2 трлн м3 метану. З урахуванням Львівсько-Волинського басейну можна вважати, що вугільні родовища України містять 2,5-3,0 трлн м3 газу.
Для прогнозування метаноносності вуглепородного масиву створене унікальне устаткування, яке дозволяє на реальних зразках вугілля і гірських порід одержувати будь-який напружений стан (у тому числі і нерівнокомпонентний), що відповідає глибині залягання до 10 км. На зазначеному устаткуванні вивчена ефективна поверхнева енергія вугілля, його поведінка в об'ємному нерівнокомпонентному полі стискаючих напруг і закономірності фільтрації метану через вугільну речовину для глибини до 3 км.
На великих глибинах за рахунок нерівнокомпонентності поля чи напруг утворюється додаткова тріщинуватість, рівнозначна максимальній головній напрузі, за якою відбувається фільтрація метану. Для поліпшення метановидалення з вугілля масив необхідно обробляти хімічно-активними речовинами чи витісняти адсорбований метан поверхневоактивними речовинами.
Теоретично й експериментально доведено, що метан у викопному вугіллі знаходиться в трьох станах: вільний в транспортних і закритих каналах і порах (в останні він потрапляє унаслідок твердотільної дифузії), адсорбований на їх поверхні і розчинений в органіці вугільної речовини. З врахуванням метану, який знаходиться в закритих порах і розчинений в органіці вугіллі, його кількість у вугіллі, підрахована на спектрометрах ЯМР, повинна в 1,6 рази перевищувати кількість, підраховану за стандартними методиками. На підставі цього вугільні родовища Донбасу слід вважати вуглегазовими.
Газова зональність Донбасу сформувалася в два етапи. Перший етап — доінверсійний період розвитку басейну — характеризується потужним осадонакопиченням з інтенсивним процесом газогенізації і формуванням первинної вертикальної газової зональності, що відображає газопродукуючі здатності вугленосної товщі і ступінь насичення вугілля і самих газів в залежності від існуючих термодинамічних умов. Другий етап — період геологічного розвитку прогину — характеризується інтенсивним перерозподілом газів в осадовій товщі басейну і руйнуванням первинної газової зональності з трансформуванням її в сучасну вертикальну і площинну зональність. Вона обумовлена закономірними змінами колекторських властивостей вмісних порід.

## Добування і використання газу вугільних родовищ
Незважаючи на значні запаси метану у вуглегазових родовищах, добування його з використанням традиційних технологій видобутку, застосовуваних у газовидобувній галузі, практично неможливе через особливий характер зв'язку метану з вугільною речовиною в порівнянні зі зв'язками природного газу з газовмісними породами.
До останнього часу ставлення до метану, який виділяється при розробці вуглегазових родовищ, було однозначним — він «ворог», вилучення його, за невеликими винятками, визначається вимогами техніки безпеки. Аналіз діяльності об'єднання «Донецьквугілля» за останні 10 років показав, що з 4,5 млрд м3 метану, що виділився при видобутку вугілля, 80 % викинуто в атмосферу системами вентиляції шахт, 18 % коптовано системами підземної дегазації і 2 % видобуто через свердловини, пробурені з поверхні. Метан, що міститься у вентиляційній суміші, поки що не знайшов застосування в енергетичних цілях. У кооптованій метаноповітряній суміші його концентрація досягає в деяких шахтах 60 %, але частіше — нижча 25 %, через що використання такого метану в енергетиці не перевищує 9 % загальної кількості. Збільшення його частки в найближчій перспективі пов'язане з технологіями, що дозволяють одержати газ з великою концентрацією метану.
Найперспективнішими є способи дегазації вуглепородного масиву із застосуванням свердловин, пробурених з поверхні. Ідея роботи по створенню технологій дегазації вуглегазових родовищ свердловинами, пробуреними з поверхні, полягає в розробці і впровадженні способів, які дозволяють вилучати газ з концентрацією метану не нижче 90 % для його ефективного використання з одночасним зниженням загазованості виробок. Виходячи зі стану перебування метану в газовому колекторі, впроваджені три технології добування метану.
- I. Для дегазації масиву, що містить вугільні пласти, породи з розсіяною вугільною речовиною і газоносні пісковики, розроблена технологія, що використовує ефект часткового розвантаження масиву в результаті його підробки, з відводом газу через спрямовані дегазаційні свердловини. Сутність способу полягає в просторовому розташуванні активного стовбура свердловини відповідно до особливостей формування зони повного зрушення вуглепородного масиву при його підробці.

Новим у розробці технології є створення конструкції свердловини, в якій активна частина стовбура в залежності від положення свердловини щодо вибою лави проводиться в зоні повних зрушень по дотичній до напрямку руйнування блоків чи породи до границь зони повного зрушення порід, прилеглих до крайових частин лави. У першому випадку при розриві порід зсув стовбура відбувається в подовжньому напрямку, що, завдяки наявності ковзної не зацементованої перфорованої колони в активній частині свердловини, не виводить її з ладу. Такий механізм деформування найбільш ймовірний за наявності порід, перетнутих активною частиною свердловини, в основному однорідних за фізико-механічними властивостями і характеру руйнування на окремі блоки. В другому випадку за рахунок розміщення активної частини стовбура в незруйнованій частині масиву він зберігається навіть при перетинанні різних літологічних шарів порід, причому основна газоприймальна частина свердловини знаходиться в зоні підвищеного тріщиноутворення і проникності масиву. Для спорудження такої свердловини її нижню частину бурять паралельно одній з меж зони повного зрушення.
- II. Попередня дегазація шахтних полів до будівництва застосовується при наявності геологічних структур, що включають антиклінальні, купольні і флексурні системи, які мають газоносні пісковики, покриті шаром герметизуючих порід, — газові «пастки». Сутність полягає в бурінні дегазаційної свердловини в найпродуктивнішій точці «пастки» з перебурюванням продуктивних за газом горизонтів. Свердловину кріплять обсадною колоною (розрахована на тривалий термін експлуатації), перфорованою на ділянці потужності продуктивних горизонтів.
- III. Технологія попередньої дегазації вуглепородного масиву із застосуванням гідродинамічного способу обробки вугільних пластів і газоносних порід. Сутність її полягає в накачуванні робочої рідини в пласт у кількості, яка перевищує природну приймальну здатність пласта, і внаслідок цього в багаторазовому збільшенні проникності пласта за рахунок розкриття і розширення природних тріщин, об'єднаних у єдину гідравлічну систему, орієнтовану до свердловини, по якій після видалення рідкого компонента відбувається транспортування газу із пласта до свердловини.

Завдяки розробленим технологіям досягаються такі цілі: підвищення безпеки праці при видобутку вугілля; поліпшення екології навколишнього середовища; використання додаткового дешевого енергоносія — метану; підвищення ефективності вуглевидобувного виробництва.
Найефективнішим способом використання метану, видобутого при дегазації вуглегазових родовищ, є застосування його як моторного палива (замість нафтового) і для виробництва електроенергії.
Здатність метану вугільних пластів скласти економічну конкуренцію природному газу залежить від чотирьох основних взаємозалежних критеріїв: дебіту і продуктивного життя свердловини; низьких капітальних і експлуатаційних витрат; наявності надійного і конкурентноздатного ринку для збуту видобутого газу; обсягів видобутку (експлуатації). Для успішної розробки метанових покладів, перш ніж говорити про економічну привабливість того чи іншого проекту видобутку метану, необхідно враховувати й оцінювати всі чотири критерії.
Задача концентрування метану у вихідній структурі може бути вирішена шляхом переведення його у твердий стан у вигляді кристалогідратів, оскільки гідратна технологія дешевша в порівнянні з іншими технологіями. Існують апаратурні розробки на рівні лабораторних і напівпромислових установок, для Донбасу підготовлений проект «Метан» по утилізації шахтного метану.